# Doãn Tôn
Doãn Tôn (chữ Hán: 尹尊, ? - ?), không rõ người ở đâu, nhân vật quân sự cuối đời Tân, đầu đời Đông Hán. Ban đầu ông là tướng lãnh nghĩa quân Lục Lâm, sau cái chết của Canh Thủy đế, trở thành một thủ lĩnh quân phiệt cát cứ tại huyện Yển thuộc quận Dĩnh Xuyên , nằm trong số các thủ lĩnh đối lập bị chính quyền của Quang Vũ đế tiêu diệt sớm nhất.

## Sự nghiệp
Không rõ thời điểm tham gia nghĩa quân Lục Lâm cũng như quá trình chiến đấu của Doãn Tôn. Năm Canh Thủy thứ 2 (24), Canh Thủy đế tiến vào Trường An, đại phong công thần, Doãn Tôn được phong Yển vương. Tháng 9 ÂL năm sau, Canh Thủy đế bị nghĩa quân Xích Mi sát hại, Doãn Tôn tự lập trở thành một thế lực quân phiệt.
Năm Kiến Vũ thứ 2 (26), Quang Vũ đế nói với chư tướng: "Yển mạnh nhất, Uyển thuộc Nam Dương (quận) xếp sau."  Chấp kim ngô Giả Phục xin đi đánh Yển, được chấp nhận. Giả Phục soái bọn Kỵ đô úy Âm Thức, Kiêu kỵ tướng quân Lưu Thực tấn công huyện Yển. Doãn Tôn đưa quân chống cự, liên tiếp thất bại, hơn một tháng sau thì bị hàng phục.
Không rõ hậu sự của Doãn Tôn.